# Spacewatch

Número de NEOs detectados por vários projetos.

Spacewatch é um projeto gerenciado pela Universidade do Arizona cuja finalidade é a de estudar os corpos menores, incluindo vários tipos de cometas e de asteroides. Foi fundada em 1980 por Tom Gehrels e McMillan.

## Principais descobertas e redescobertas
O projeto Spacewatch descobriu uma lua de Júpiter, agora denominada de Caliroe, tendo sido inicialmente confundido com um asteroide. Outras importantes descobertas deste projeto incluem os asteroides 5145 Folo, 20000 Varuna, 1998 KY26 e (35396) 1997 XF11. O projeto ajudou a recuperar o asteroide de longo período 719 Albert e reencontrou o cometa periódico 125P/Spacewatch.
O asteroide 4255 Spacewatch (também descoberto pelo projeto) ficou com o seu nome.

### Descobertas notáveis
- Caliroe[3]
- 5145 Folo[4]
- 9965 GNU[5][6]
- 9885 Linux[7]
- 9882 Stallman[8]

- 9793 Torvalds[9]

- 20000 Varuna[10]

- 60558 Equeclo[11]
- 1998 KY26[12]
- (35396) 1997 XF11[13]
- (48639) 1995 TL8[14]
- (136617) 1994 CC[15]
- C/1992 J1[16]
- 125P/Spacewatch[17]
- 174567 Varda[18]
- 2013 BS45[19]